# Ode Records
Ode Sounds and Visuals fue una compañía discográfica estadounidense fundada en 1967 por Lou Adler.

## Historia
Ode Records fue fundada por el productor discográfico Lou Adler en 1967 tras vender su anterior sello, Dunhill Records a ABC Records. El catálogo fue distribuido por CBS Records hasta 1969. Entre 1970 y 1976 fue distribuido por A&M Records, y desde 1976 en adelante fue distribuido por el sello subsidiario de CBS, Epic.
Adler reactivó el sello en varias ocasiones, la última de ellas en 1989 con A&M como Ode Sounds. Fue finalmente cerrado cuando la compañía A&M fue vendida a PolyGram a finales de ese mismo año.
El catálogo de Ode forma parte de Sony Music Entertainment (sucesora de CBS), excepto el material de Cheech & Chong que es propiedad de Warner Music Group y la banda sonora de The Rocky Horror Picture Show que todavía es propiedad de Adler.
Ode Records produjo álbumes para artistas como Spirit, Carole King, Merry Clayton, Tom Scott, Cheech & Chong, Scott McKenzie, Peggy Lipton, The Comfortable Chair, The Blossoms y Jan and Dean. También publicó la banda sonora del musical The Rocky Horror Show y de la película The Rocky Horror Picture Show, producida también por Lou Adler.